# Saison 2016-2017 du Red Star Football Club
 (juillet 2016).
Si vous disposez d'ouvrages ou d'articles de référence ou si vous connaissez des sites web de qualité traitant du thème abordé ici, merci de compléter l'article en donnant les références utiles à sa vérifiabilité et en les liant à la section « Notes et références ».
Maillots
Chronologie
Saison précédente Saison suivante
La saison 2016-2017 du Red Star, club de football français, voit le club évoluer en championnat de France de football de Ligue 2.

## Compétitions

### Ligue 2
Calendrier des matchs de Ligue 2 du Red Star FC

## Classement
| Rang | Équipe              | Pts | J  | G  | N  | P  | Bp | Bc | Diff | Promotion ou relégation |
| ---- | ------------------- | --- | -- | -- | -- | -- | -- | -- | ---- | ----------------------- |
| 16   | Tours FC            | 43  | 38 | 10 | 13 | 15 | 55 | 60 | −5   |                         |
| 17   | AJ Auxerre          | 43  | 38 | 11 | 10 | 17 | 28 | 40 | −12  |                         |
| 18   | US Orléans P (Q)    | 38  | 38 | 11 | 9  | 18 | 41 | 54 | −13  | Barrage de relégation   |
| 19   | Red Star FC (R)     | 36  | 38 | 8  | 12 | 18 | 36 | 56 | −20  | Relégation en National  |
| 20   | Stade lavallois (R) | 30  | 38 | 5  | 15 | 18 | 33 | 52 | −19  | Relégation en National  |